# Шмушкович Михайло Володимирович
Шмушкович Михайло Володимирович (нар. 28 червня 1979, м. Одеса) — український політик, голова Одеської обласної ради (грудень 2014 — листопад 2015).

## Життєпис
Народився у м. Одесі 28 червня 1979 року. Одружений: дружина — Шмушкович Катерина Миколаївна, 1984 року народження; син — Шмушкович Володимир Михайлович, 2008 року народження; син — Шмушкович Роман Михайлович, 2010 року народження.

### Освіта
Навчався в Одеській загальноосвітній середній школі № 119 (гімназія № 1). Має повну вищу освіту – у 2002 році закінчив Одеський державний медичний університет за спеціальністю «Лікувальна справа», отримав кваліфікацію лікаря. У 2007 році закінчив Одеський державний економічний університет, за спеціальністю «Економіка підприємства», отримав кваліфікацію економіста.

### Кар'єра
Трудову діяльність розпочав у 2000 році в Одеській міській клінічній лікарні № 1 на посаді медбрата. 2003 року працював лікарем інтерном в Одеському обласному психоневрологічному диспансері. З серпня 2005 року по лютий 2013 року очолював ряд комерційних підприємств м. Одеси. З вересня 2013 року по вересень 2014 року обіймав посаду генерального директора ТОВ "ТРК «Моя Одеса». 12 вересня 2014 року обраний першим заступником голови Одеської обласної ради. 23 грудня 2014 року обраний головою Одеської обласної ради. 2006 року був обраний депутатом Одеської міської ради. 2010 року — депутатом Одеської обласної ради. З 2008 року по теперішній час – перший заступник громадської організації «Якість життя». Молодший лейтенант запасу воєнно-медичної служби. З вересня 2013 по вересень 2014 року — ґенерельний директор ТОВ «ТРК „Моя Одеса“». з 23 грудня 2014 року голова Одеської обласної ради. На посаду голови обласної ради претендували 1-й заступник голови облради Михайло Шмушкович і заступник голови облради Петро Хлицов. У голосуванні взяли участь 112 присутніх депутатів. Для ухвалення рішення потрібно, щоб один з кандидатів набрав 67 голосів. Проте в результаті голосування кандидатуру Хлицова підтримали 44 депутати, Шмушковича – 62, решта не визначилися. Попередній голова Одеської облради Олексій Гончаренко склав з себе повноваження у зв'язку з обранням депутатом Верховної Ради.

## Політична діяльність
Найближчий соратник Олексія Гончаренка. Бувши депутатом міськради був одним з небагатьох, хто двічі проголосував за відставку Едуарда Гурвіца.